# Baba Moe
Moses Ibrahim, känd som Baba Moe, född 15 oktober 1993 i Landskrona,  är en svensk R&B- och hiphop-artist.
Baba Moe är uppvuxen i Halmstad. Tillsammans med Adoo släppte han låten "Champagne" som har sålt guld. Nästa publicerade låt var "Jetlag" där han samarbetade med Ali Jammali från Medina som producent. År 2015 singeldebuterade han med g-funk-låten "Är ifrån betong". Därefter samarbetade han med artister som Sam-E, Allyawan och Alex Ceesay och släppte 2018 debut-EP:n Dit du ska, som består av fem spår mixade av Sixteen Productions.